# Johnny the Horse
Johnny the Horse is een single van de Britse skaband Madness. Het is geschreven door multi-instrumentalist Carl 'Chas Smash' Smyth en werd in oktober 1999 door Virgin uitgebracht met als B-kanten I Was The One en het door Smyth gezongen Dreaming Man.

## Achtergrond
Johnny the Horse werd opgenomen voor Wonderful, het eerste echte Madness-album sinds Mad Not Mad uit 1985. Het nummer, door velen vergeleken met de Dexys Midnight Runners  van 1982, gaat over een geheugenloze zwerver die wordt doodgeschopt. De BBC vond dit te ver gaan, en dus werd "Johnny the Horse was kicked to death; he died for entertainment" gewijzigd in "Johnny the Horse has passed away; he lived for entertainment". Hierdoor moest de releasedatum worden verschoven van begin september naar half oktober, maar toen was het kwaad al geschied. Platenzaken en radiostations deden Johnny the Horse in de ban vanwege het onderwerp en het vermeende gebrek aan hitpotentie waardoor de single in eigen land een krappe top 50-notering werd. De bijbehorende videoclip, waarin Smyths zoon Casper de jonge Johnny speelde, werd ook nauwelijks vertoond op de muziekzenders.
Johnny the Horse maakte van tot midden jaren 00 deel uit van de live-set en werd zelfs gespeeld tijdens de sporadische solo-optredens van Smyth.